# 眼瞼内反症
眼瞼内反症（がんけんないはんしょう）は、犬のまぶたが内側に巻き込むことによって発生する病気である。

## 病状
まぶたが内側に巻き込むことで、まつげが常に角膜の表面を擦る為、不快感や痛みを伴う。場合によっては角膜に傷がつき、角膜炎や結膜炎を併発したりすることもある。かゆみのために猫の様に目をこすり、涙や目やにが出ることもある。

## 原因
大半が先天的なものだが、外傷やほかの目の病気が原因の場合もある。

## 治療
軽度の内反ならば、刺激しているまつげを根気よく抜き、結膜炎をきちんと治療すれば、全体の腫れがひいて内反が軽減することもある。しかし程度がひどく、角膜などを激しく刺激しているようであれば、手術が必要となることもある。

## 治療 症状を併発しやすい犬種
- シーズー
- パピヨン
- パグ
- ポインター
- チン
- マルチーズ
- 秋田犬
- ブルドッグ
- コッカー・スパニエル
- プードルなど。